# Осмият ден
Осмият ден (на турски: 8. Gün) e турски сериал, драма, излязъл на телевизионния екран през 2018 г.

## Актьорски състав
- Бурджу Бириджик – Бахар Юксел
- Муса Узунлар – Хаяти Шахин
- Буура Гюлсой – Озан Таш
- Джейда Дювенджи – Шехназ Юксел
- Джем Давран – Азиз Уур Бозтепе
- Ийт Киразджъ – Ахмет Екши
- Хакан Курташ – Рюстем Алабан
- Гьокче Янардаа – Севда
- Сермет Йешил – Бекил
- Дениз Караоглу – Кемал
- Мине Кълъч – Ниляй

## В България
В България сериалът започва на 20 юли 2020 г. по TDC и завършва на 11 август. Ролите се озвучават от Елисавета Господинова, Нина Гавазова, Мартин Герасков, Цанко Тасев (до петнадесети епизод), Николай Върбанов (от шестнадесети епизод до края) и Иван Танев.